# Legislatura 2007-2011 Gran Consiglio Ticinese
La Legislatura 2007-2011 del Gran Consiglio Ticinese è iniziata con le Elezioni politiche in Canton Ticino del 2007 ed ha avuto fine con quelle del 2011.

## Lista dei Deputati Eletti
Nel caso di dimissioni o decesso di un/a Deputato/a il seggio viene attribuito al subentrante di lista.
Se un deputato lascia il partito con cui è stato eletto, egli può mantenere il proprio seggio fino a fine legislatura.
Partito Liberale Radicale (PLR)
1. Bagutti Paola
2. Bobbià Edo
3. Bordogna Claudio
4. Brivio Nicola
5. Calastri Riccardo
6. Celio Franco
7. Colombo Moreno (dimissionario; subentrante: Belloni Ivan, dal 22 settembre 2008)
8. Dafond Felice
9. Del Bufalo Alessandro
10. Dominé Jean-François
11. Ducry Jacques
12. Galusero Giorgio
13. Garzoli Giacomo
14. Gianora Walter
15. Giudici Andrea
16. Gobbi Rinaldo
17. Krüsi Giorgio
18. Menghetti Venanzio (dimissionario; subentrante: Orsi Lorenzo, dal 4 giugno 2007)
19. Merlini Giovanni
20. Moccetti Dante
21. Pellanda Giorgio
22. Polli Maristella
23. Righinetti Tullio
24. Solcà Corrado
25. Viscardi Giovanna
26. Vitta Christian
27. Weber Jvan

Partito Popolare Democratico (PPD)
1. Bacchetta-Cattori Fabio
2. Beltraminelli Paolo
3. Beretta Piccoli Luca
4. Boneff Armando
5. Bonoli Ignazio
6. Caimi Carlo Luigi
7. Canepa Luigi
8. Dadò Fiorenzo
9. David Roland (dimissionario; subentrante: Ghisolfi Nadia, dal 2 giugno 2008)
10. De Rosa Raffaele
11. Duca Widmer Monica
12. Franscella Claudio
13. Frapolli Giovanni (dimissionario; subentrante: Andina Michele, dal 18 ottobre 2010)
14. Gianoni Filippo (dimissionario; subentrante: Peduzzi Paolo, dal 20 settembre 2010)
15. Guidicelli Gianni
16. Jelmini Giovanni
17. Pagani Luca
18. Pedrazzini Alex
19. Ravi Yasar
20. Regazzi Fabio
21. Rizza Marco

Partito Socialista (PS)
1. Arigoni Giuseppe "Bill" (deceduto; subentrante: Canevascini Fabio, dal 22 febbraio 2010)
2. Bertoli Manuele
3. Carobbio Werner
4. Cavalli Francesco "Cick"
5. Corti Gianrico
6. Ferrari Cleto (indipendente, dal 25 gennaio 2010)
7. Garobbio Milena
8. Ghisletta Dario
9. Ghisletta Raoul
10. Kandemir Bordoli Pelin
11. Lepori Carlo
12. Lurati Saverio
13. Malacrida Roberto
14. Marcozzi Marco
15. Mariolini Nicoletta
16. Orelli Vassere Chiara
17. Pestoni Graziano
18. Stojanovic Nenad

Lega dei Ticinesi
1. Badasci Fabio
2. Barra Michele
3. Bergonzoli Silvano
4. Bignasca Attilio
5. Bignasca Boris (dimissionario, subentrante Antonella Pan Fassora, dal 20 settembre 2010)
6. Bignasca Mirto
7. Canal Luciano
8. Foletti Michele
9. Gobbi Norman "Vais"
10. Pantani Rodolfo
11. Paparelli Angelo
12. Poggi Donatello
13. Quadri Lorenzo
14. Ramsauer Patrizia
15. Salvadé Giorgio

Unione Democratica di Centro (UDC)
1. Chiesa Marco
2. Martignoni Brenno (Indipendente/Partito del Noce, dal 2 giugno 2008)
3. Rusconi Pierre
4. Pinoja Gabriele
5. Wicht Paolo Clemente (dimissionario; subentrante: Mellini Eros Nicola, dal 23 giugno 2008)

Partito Ecologista Svizzero
1. Canonica Giorgio (deceduto; subentrante: Arigoni Sergio, indipendente, dal 21 gennaio 2008)
2. Gysin Greta
3. Maggi Francesco
4. Savoia Sergio